# Parc quasi national de Kōya-Ryūjin
Le parc quasi national de Kōya-Ryūjin (大和青垣国定公園, Kōya-Ryūjin Kokutei Kōen) est un parc quasi national situé dans les préfectures de Nara et de Wakayama au Japon. Créé le 23 mars 1967, il s'étend sur 191,98 km2.